# Courtland (Wisconsin)
Courtland – miasto w Stanach Zjednoczonych, w stanie Wisconsin, w hrabstwie Columbia.